# Pałac Starhemberg przy Minoritenplatz
Pałac Starhemberg przy Minoritenplatz – wczesnobarokowy pałac rodu Starhembergów przy placu minorytów (tj. franciszkanów)w Wiedniu.
Projekt pałacu zamówił hrabia Conrad Balthasar von Starhemberg u włoskiego architekta. Już od 1661 budynek, który stał tu wcześniej, został kupiony przez Conrada Balthasara od Hansa Friedricha von Sonderndorfa.
Ernst Rüdiger von Starhemberg, syn Conrada Balthasara, w pałacu miał swój sztab, gdy bronił Wiednia podczas tureckiego oblężenia w 1683.
Gdy Georg Adam von Starhemberg przejął (odziedziczył) wszystkie rodowe posiadłości w 1783 przebudował pałac. Również w późniejszym okresie następowały kolejne przekształcenia pałacu.
Od 1871 pałac należy do Austriackiego Ministerstwa Kultury.